# Bromberg (Niederösterreich)
Bromberg (bis 1973 hieß die Gemeinde Schlatten) ist eine österreichische Marktgemeinde mit 1164 Einwohnern (Stand 1. Jänner 2025) im Bezirk Wiener Neustadt in Niederösterreich.

## Geografie
Bromberg liegt im Südosten des niederösterreichischen Industrieviertels in der Buckligen Welt. Die Fläche der Marktgemeinde umfasst rund dreißig Quadratkilometer, davon werden 48 Prozent landwirtschaftlich genutzt,  45 Prozent sind bewaldet.

### Gemeindegliederung
Das Gemeindegebiet umfasst folgende vier Ortschaften (in Klammern Einwohnerzahl Stand 1. Jänner 2025):
- Breitenbuch (51)
- Bromberg (311)
- Schlag (35)
- Schlatten (767)

Die Gemeinde besteht aus der Katastralgemeinde Schlatten.
Zugehörige Siedlungen sind Hofstätten und Oberschlatten.

### Nachbargemeinden
| Bad Erlach                       | Walpersbach                                 |                 |
| Scheiblingkirchen-Thernberg (NK) | Kompassrose, die auf Nachbargemeinden zeigt | Hochwolkersdorf |
| Lichtenegg                       | Hollenthon                                  | Wiesmath        |

## Geschichte
Das Gebiet der Pittener Mark, wie die Buckligen Welt damals hieß, wurde um 775 von bayrischen Bauern besiedelt. Initiatoren waren die Bischöfe von Passau und von Salzburg. Bei Einfällen der Magyaren  wurden diese Siedlungen zerstört, die Siedlung Bromberg entstand vermutlich bei einer zweiten Besiedlung nach 955.
Die erste urkundliche Erwähnung von Bromberg erfolgte 1144. Damals schenkte Erzbischof Konrad von Salzburg sein Zehentrecht in der Grafschaft Pitten dem Stift Reichersberg. Im Zuge dieser Schenkung wurde die Pfarre Pitten geteilt und es entstand die eigenständige Pfarre Pramberch, die sich damals bis an die Grenzen von Ungarn und der Steiermark erstreckte.
Die Herren von Slat erwarben um 1250 Ländereien im oberen Schlattental. Auf dem Schlossberg errichteten sie eine Burg und im unteren Schlattental ein Schloss. Die Burg ging 1350 an das Kärntner Geschlecht der Weißenecker, dann an die Herren von Pottendorf. Ende des 15. Jahrhunderts wurde die Burg in den Ungarnkriegen zerstört. Das Gebiet wurde der Grundherrschaft Kirschlag angegliedert und bis 1848 von dort verwaltet. Auch wenn das Geschlecht der Schlatten früh ausstarb, der Gemeindename „Schlatten“ blieb bis 1973 bestehen.
Ein Visitationsprotokoll aus dem Jahr 1544 zeigt, dass es neben zwei Priestern bereits eine Schule mit einem Schulmeister in Pramberg gab.
Der Ort Bromberg wurde im Jahr 1835 wegen seiner Erzeugnisse aus Holz, namentlich Weinpflöcke, Holzschindeln und birkene Fassreifen genannt.
Im Jahr 1846 verlieh Kaiser Ferdinand der Gemeinde Schlatten das Marktrecht. Zwei Jahre später erlosch mit der Bauernbefreiung die Grundherrschaft des Stiftes Reichersberg.
Hatte die Gemeinde im Jahr 1590 noch 105 Häuser, so waren es 1850 bereits 141 Häuser, in denen 1317 Menschen lebten. Im Jahr 1885 wurde die heute noch vorhandene Kastanienallee angelegt.
Mit 20. November 1973 erfolgte die Umbenennung von Schlatten in Bromberg, am 10. August 1985 wurde Bromberg zur Marktgemeinde erhoben.

### Bevölkerungsentwicklung
| Bromberg: Einwohnerzahlen von 1869 bis 2025         | Bromberg: Einwohnerzahlen von 1869 bis 2025 | Bromberg: Einwohnerzahlen von 1869 bis 2025 | Bromberg: Einwohnerzahlen von 1869 bis 2025 | Bromberg: Einwohnerzahlen von 1869 bis 2025 |
| --------------------------------------------------- | ------------------------------------------- | ------------------------------------------- | ------------------------------------------- | ------------------------------------------- |
| Jahr                                                |                                             |                                             |                                             | Einwohner                                   |
| 1869                                                | 1869                                        |                                             | 1.520                                       | 1.520                                       |
| 1880                                                | 1880                                        |                                             | 1.708                                       | 1.708                                       |
| 1890                                                | 1890                                        |                                             | 1.590                                       | 1.590                                       |
| 1900                                                | 1900                                        |                                             | 1.546                                       | 1.546                                       |
| 1910                                                | 1910                                        |                                             | 1.488                                       | 1.488                                       |
| 1923                                                | 1923                                        |                                             | 1.528                                       | 1.528                                       |
| 1934                                                | 1934                                        |                                             | 1.435                                       | 1.435                                       |
| 1939                                                | 1939                                        |                                             | 1.291                                       | 1.291                                       |
| 1951                                                | 1951                                        |                                             | 1.231                                       | 1.231                                       |
| 1961                                                | 1961                                        |                                             | 1.065                                       | 1.065                                       |
| 1971                                                | 1971                                        |                                             | 1.052                                       | 1.052                                       |
| 1981                                                | 1981                                        |                                             | 1.126                                       | 1.126                                       |
| 1991                                                | 1991                                        |                                             | 1.207                                       | 1.207                                       |
| 2001                                                | 2001                                        |                                             | 1.193                                       | 1.193                                       |
| 2011                                                | 2011                                        |                                             | 1.214                                       | 1.214                                       |
| 2021                                                | 2021                                        |                                             | 1.185                                       | 1.185                                       |
| 2025                                                | 2025                                        |                                             | 1.164                                       | 1.164                                       |
| Quelle(n): Statistik Austria, Gebietsstand 1.1.2021 |                                             |                                             |                                             |                                             |

### Religion
Nach den Daten der Volkszählung 2001 sind 95,9 % der Einwohner römisch-katholisch und 0,4 % evangelisch. 0,8 % sind Muslime, 0,4 % gehören orthodoxen Kirchen an. 1,8 % der Bevölkerung haben kein religiöses Bekenntnis.

## Kultur und Sehenswürdigkeiten

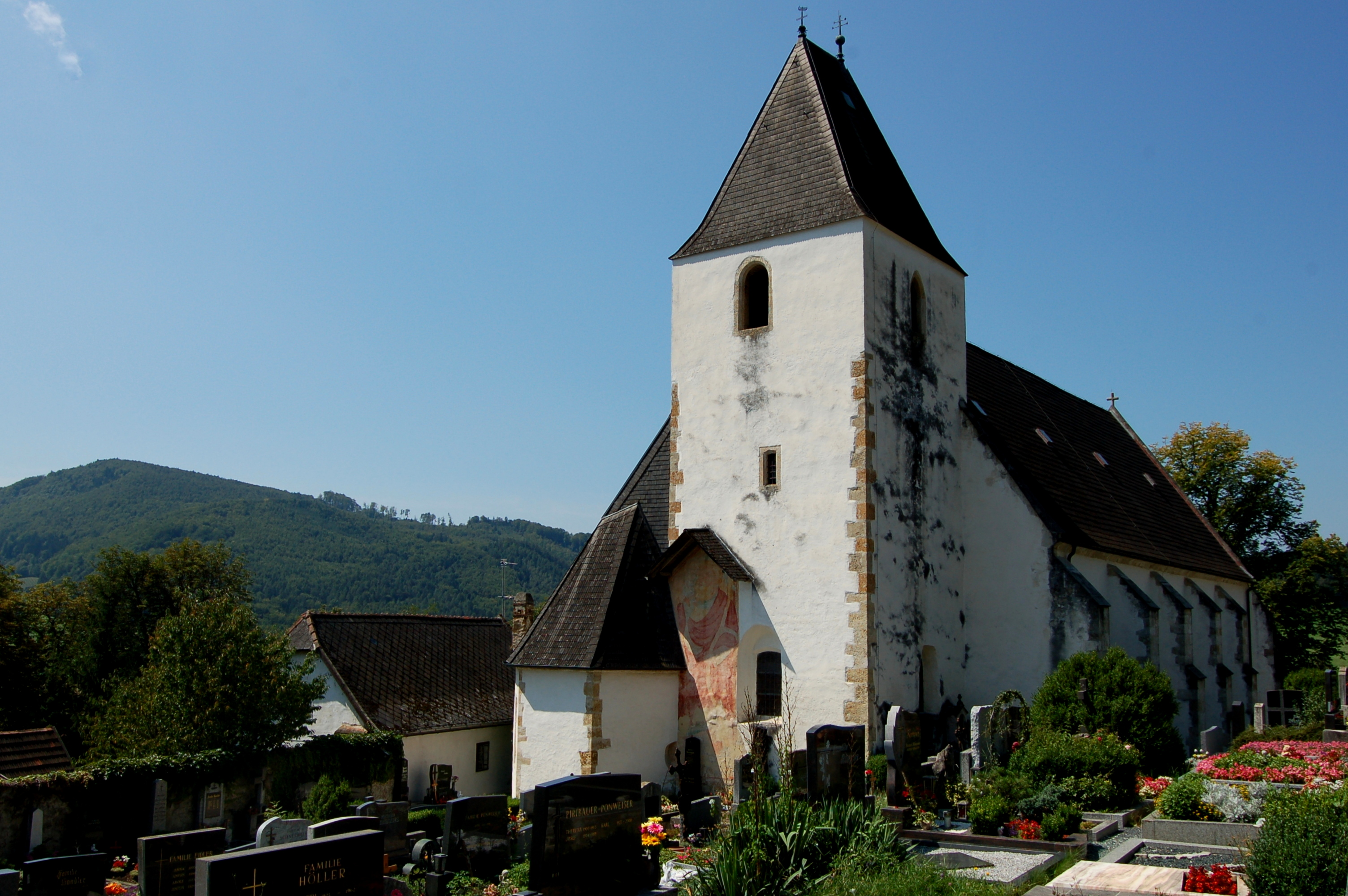
Pfarrkirche Bromberg

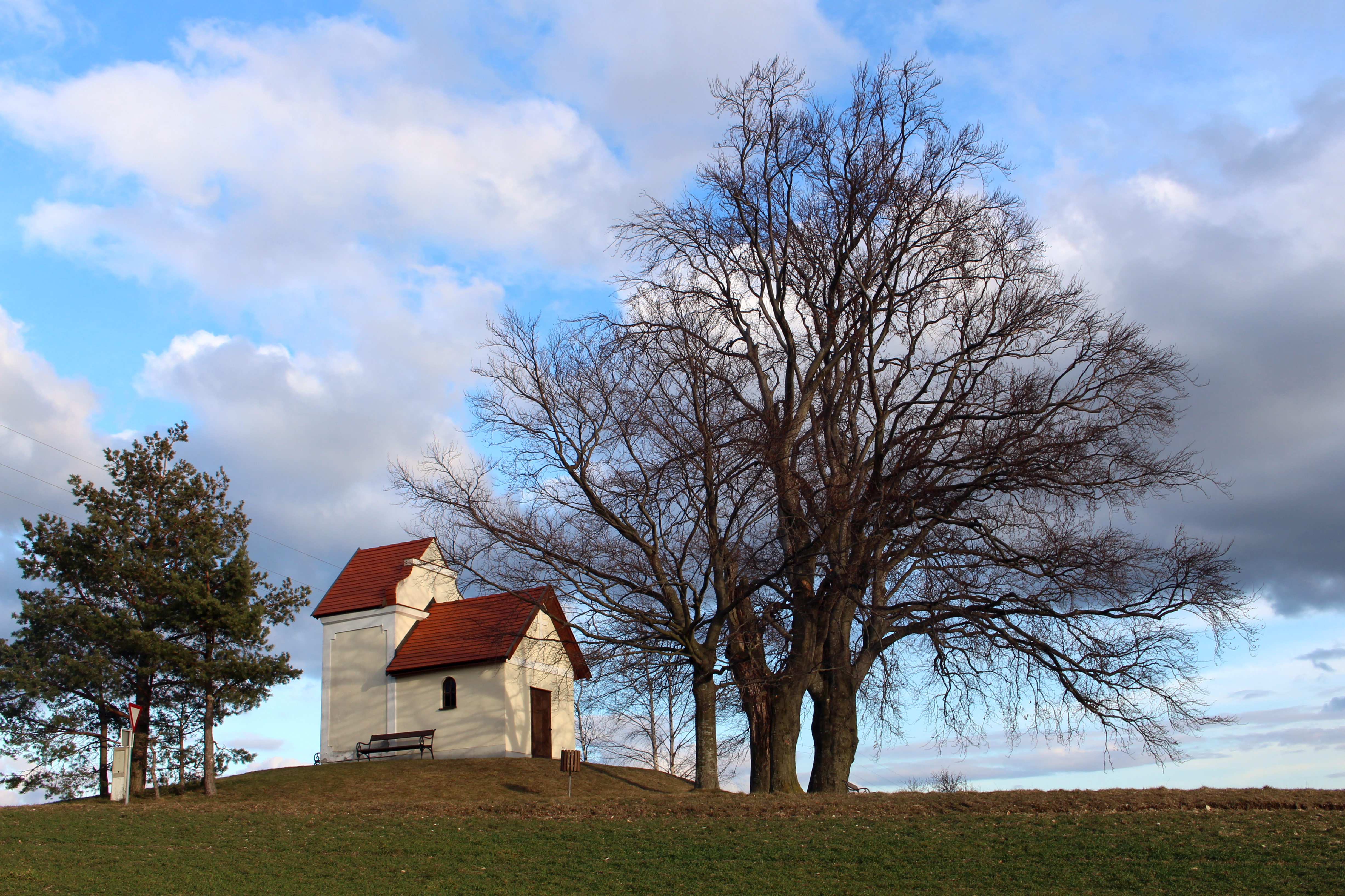
Dreibuchenkapelle und drei Rotbuchen (WB-015)

- Katholische Pfarrkirche Bromberg hl. Lambert
- Dreibuchenkapelle
- Bromberg Waldbühne Bucklige Welt: Ab Sommer 2004 bis 2010 fand jährlich der Hexensommer, eine kleine Theaterveranstaltung, auf der Waldbühne statt.
- Das „Schattentheater Bucklige Welt“ wurde 2013 durch die Dorferneuerung Bromberg mit der Premiere des Stückes „HexenZeitreise“ von Elisabeth Daniel gestartet. Gespielt wird im Theatersaal des Pfarrhofs Bromberg.
- Bromberger Hexenweg: Auf dem drei Kilometer langen Wanderweg von der Au in Bromberg entlang des Schlattenbachs erlebt man Natur und Geschichte. Auf sieben Schautafeln wird die Geschichte von Afra Schickh (kräuterkundige Frau aus Schlatten, 1671 in Wiener Neustadt als Hexe verbrannt) erzählt. Die Tafeln geben einen Überblick über den Hexenglauben und die Hexenverfolgungen in dieser Zeit. Zudem werden die soziale und gesellschaftliche Rolle der Frau und der harte Existenzkampf in einer Zeit der Unruhen, Seuchen und des Aberglaubens beschrieben.

## Wirtschaft und Infrastruktur
Nichtlandwirtschaftliche Arbeitsstätten gab es im Jahr 2001 44, land- und forstwirtschaftliche Betriebe nach der Erhebung 1999 111. Die Zahl der Erwerbstätigen am Wohnort betrug nach der Volkszählung 2001 591. Die Erwerbsquote lag 2001 bei 50,2 Prozent.

### Öffentliche Einrichtungen
In Bromberg befindet sich eine Volksschule und ein Kindergarten.

### Tourismus
Durch Bromberg verläuft der Nordalpenweg 01A, ein österreichischer Weitwanderweg.

## Politik
| Der Gemeinderat hat 19 Mitglieder. - Mit den Gemeinderatswahlen in Niederösterreich 1990 hatte der Gemeinderat folgende Verteilung: 15 ÖVP, und 4 SPÖ. - Mit den Gemeinderatswahlen in Niederösterreich 1995 hatte der Gemeinderat folgende Verteilung: 15 ÖVP, und 4 SPÖ. - Mit den Gemeinderatswahlen in Niederösterreich 2000 hatte der Gemeinderat folgende Verteilung: 14 ÖVP, 4 SPÖ, und 1 FPÖ. - Mit den Gemeinderatswahlen in Niederösterreich 2005 hatte der Gemeinderat folgende Verteilung: 14 ÖVP, und 5 SPÖ. - Mit den Gemeinderatswahlen in Niederösterreich 2010 hatte der Gemeinderat folgende Verteilung: 11 ÖVP, 4 Bromberg Aktiv (ÖVP), 3 SPÖ, und 1 FPÖ. - Mit den Gemeinderatswahlen in Niederösterreich 2015 hatte der Gemeinderat folgende Verteilung: 13 ÖVP, 3 SPÖ, 2 FPÖ, und 1 Grüne. - Mit den Gemeinderatswahlen in Niederösterreich 2020 hatte der Gemeinderat folgende Verteilung: 15 ÖVP und 4 SPÖ. - Mit den Gemeinderatswahlen in Niederösterreich 2025 hat der Gemeinderat folgende Verteilung: 16 ÖVP und 3 SPÖ. | Die zur Anzeige dieser Grafik verwendete Erweiterung wurde dauerhaft deaktiviert. Wir arbeiten aktuell daran, diese und weitere betroffene Grafiken auf ein neues Format umzustellen. (Mehr dazu) |

### Bürgermeister
Bürgermeister seit 1945 waren:
- 1945–1955 Peter Kögler
- 1955–1960 Karl Eisinger
- 1960–1975 Albin Bernhard
- 1975–1995 Hermann Ponweiser
- 1995–2014 Franz Fahrner (ÖVP)
- seit 2014 Josef Schrammel (ÖVP)

### Wappen
Beschreibung: In einem blauen Schild, ein rotes Spitzdach tragender, pfahlweise gesetzter und zwei schwarze Fenster zeigender, mit Anbauten versehener silberner Kirchturm, der rechts von einem goldenen Adlerflug und links von einer goldenen Ähre begleitet wird.
Im Zentrum des Wappens steht der Turm der Bergkirche, das älteste noch erhaltene Gebäude der Gemeinde. Der Adlerflügel ist Bestandteil des Wappens vom Stift Reichersberg, mit dem Schlatten viele Jahrhunderte verbunden war. Die Ähre weist auf die Bedeutung der Landwirtschaft hin.

### Gemeindepartnerschaften
- Seit 1980 besteht eine Partnerschaft mit dem Wilhelmshavener Ortsteil Sengwarden in Deutschland.[17]

## Persönlichkeiten

### Söhne und Töchter der Gemeinde
- Eberhard Vollnhofer (1934–2019), Propst des Stiftes Reichersberg 1980–2005